# Westerheide
Westerheide (nordfriesisch: Waasterhias) ist der Name des westlichen Teils des Ortes Nebel auf der Nordseeinsel Amrum im Kreis Nordfriesland in Schleswig-Holstein. Im Gegensatz zu den Dörfern Steenodde und Süddorf hat Westerheide keinen Ortsteilstatus. Eine geographische Grenze zwischen dem Nebeler Ortskern und Westerheide besteht mit der in Nord-Süd-Richtung verlaufenden Landesstraße 215. Im Jahr 1987 bewohnten 115 Einwohner den Ortsteil.

## Geographie
Westerheide liegt im geographischen Zentrum der Insel.

## Geschichte
Westerheide entstand nach dem Zweiten Weltkrieg, als die Gemeinde in dem vormaligen Heideland billig Bauland veräußerte. Dadurch verdoppelte sich die Einwohnerzahl Nebels. Viele der Zugezogenen nutzen ihr Haus als Zweitwohnsitz.